# Specie di Campanula
Elenco delle specie di Campanula:

## A
- Campanula acutiloba Vatke, 1874
- Campanula afganica Pomel, 1874
- Campanula afra Cav., 1801

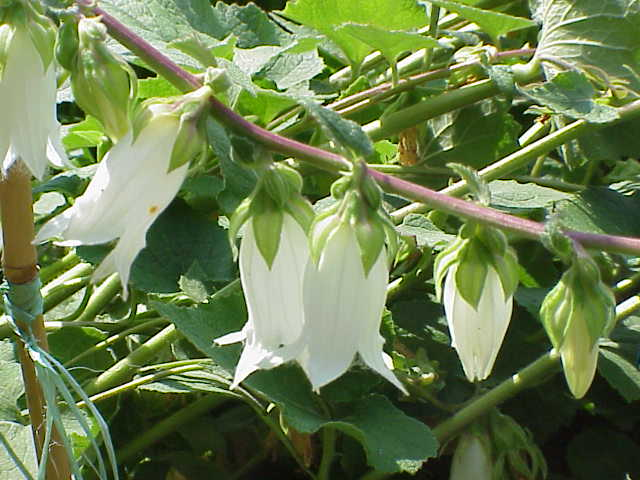
Campanula alliariifolia

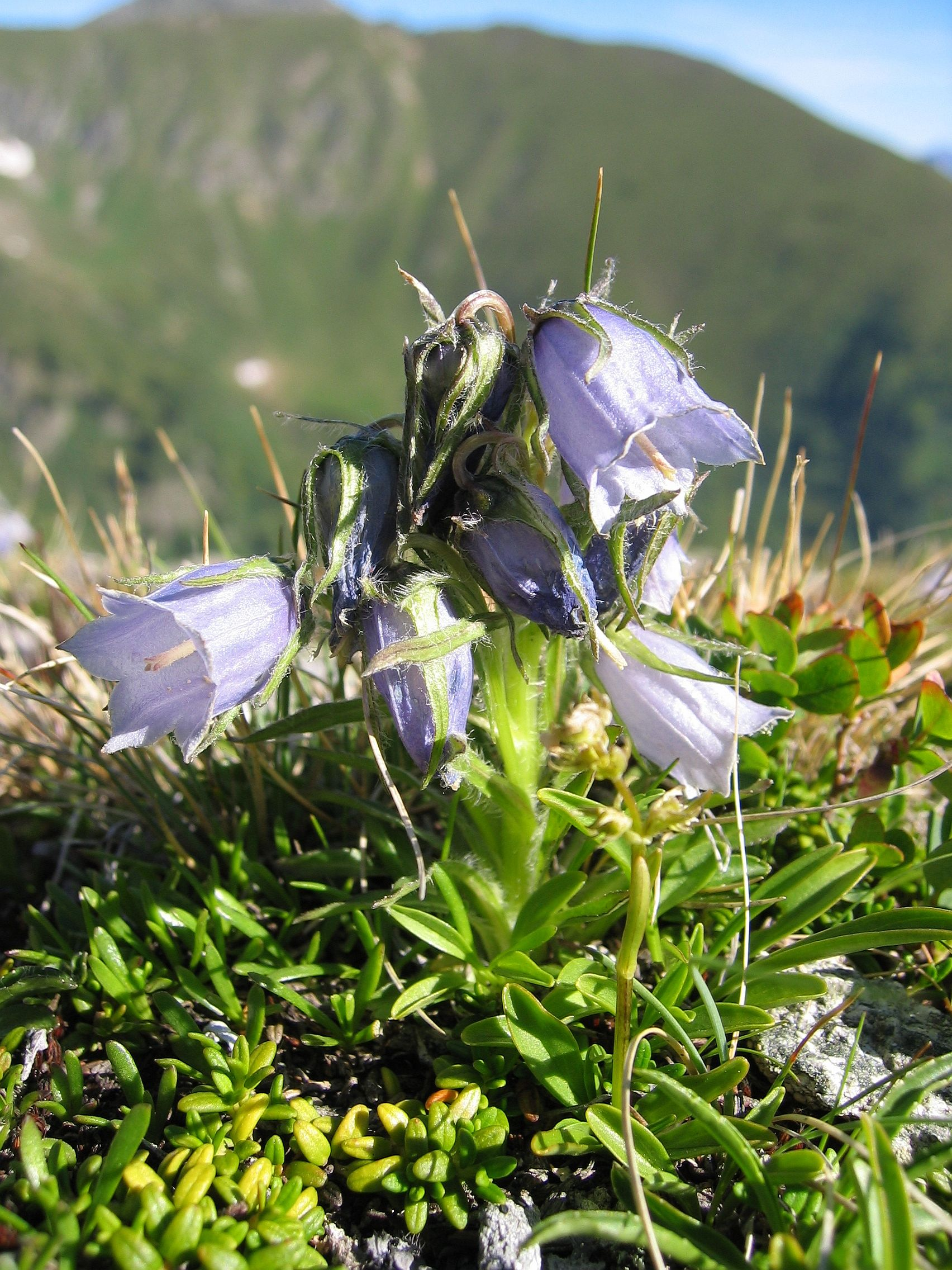
Campanula alpina

- Campanula aghrica Kit Tan & Sorger, 1984
- Campanula aizoides Zaffran ex Greuter, 1972
- Campanula aizoon Boiss. & Spruner, 1844
- Campanula ajugifolia Sest. ex Spreng., 1824
- Campanula akguelii Altan, 1998
- Campanula akhdarensis A.G.Mill. & Whitc., 1983
- Campanula aktascii Aytaç & H.Duman, 2013
- Campanula alaskana (A.Gray) W.Wight ex J.P.Anderson, 1918
- Campanula alata Desf., 1798
- Campanula albanica Witasek, 1906
- Campanula aldanensis Fed. & Karav., 1957
- Campanula alisan-kilincii Yildirim & Senol, 2013
- Campanula alliariifolia Willd., 1798
- Campanula alpestris All., 1785
- Campanula alphonsii Wall. ex A.DC., 1839
- Campanula alpina Jacq., 1762
- Campanula alsinoides Hook.f. & Thomson, 1858
- Campanula amasia Post, 1888
- Campanula americana L., 1753
- Campanula anchusiflora Sm., 1806
- Campanula andina Rupr., 1867
- Campanula andrewsii A.DC., 1830
- Campanula angustiflora Eastw., 1897
- Campanula antalyensis Ayasligil & Kit Tan, 1984
- Campanula antilibanotica (P.H.Davis) Greuter & Burdet, 1981
- Campanula aparinoides Pursh, 1813
- Campanula argentea Lam., 1785
- Campanula argyrotricha Wall. ex A.DC., 1839
- Campanula ariana Podlech, 1968
- Campanula aristata Wall., 1824
- Campanula armena Steven, 1812
- Campanula arvatica Lag., 1805
- Campanula asperuloides (Boiss. & Orph.) Harms, 1897
- Campanula atlantis Gattef. Maire & Weiller, 1937
- Campanula aureliana Bogdanovic, Resetnik, Brullo & Shuka, 2014
- Campanula aurita Greene, 1888
- Campanula austroadriatica D.Lakuic & Kovacic, 2013
- Campanula austroxinjiangensis Y.K.Yang, J.K.Wu & J.Z.Li, 1992
- Campanula autraniana Albov, 1894
- Campanula axillaris Boiss. & Balansa, 1856

## B
- Campanula baborensis Quézel, 1953

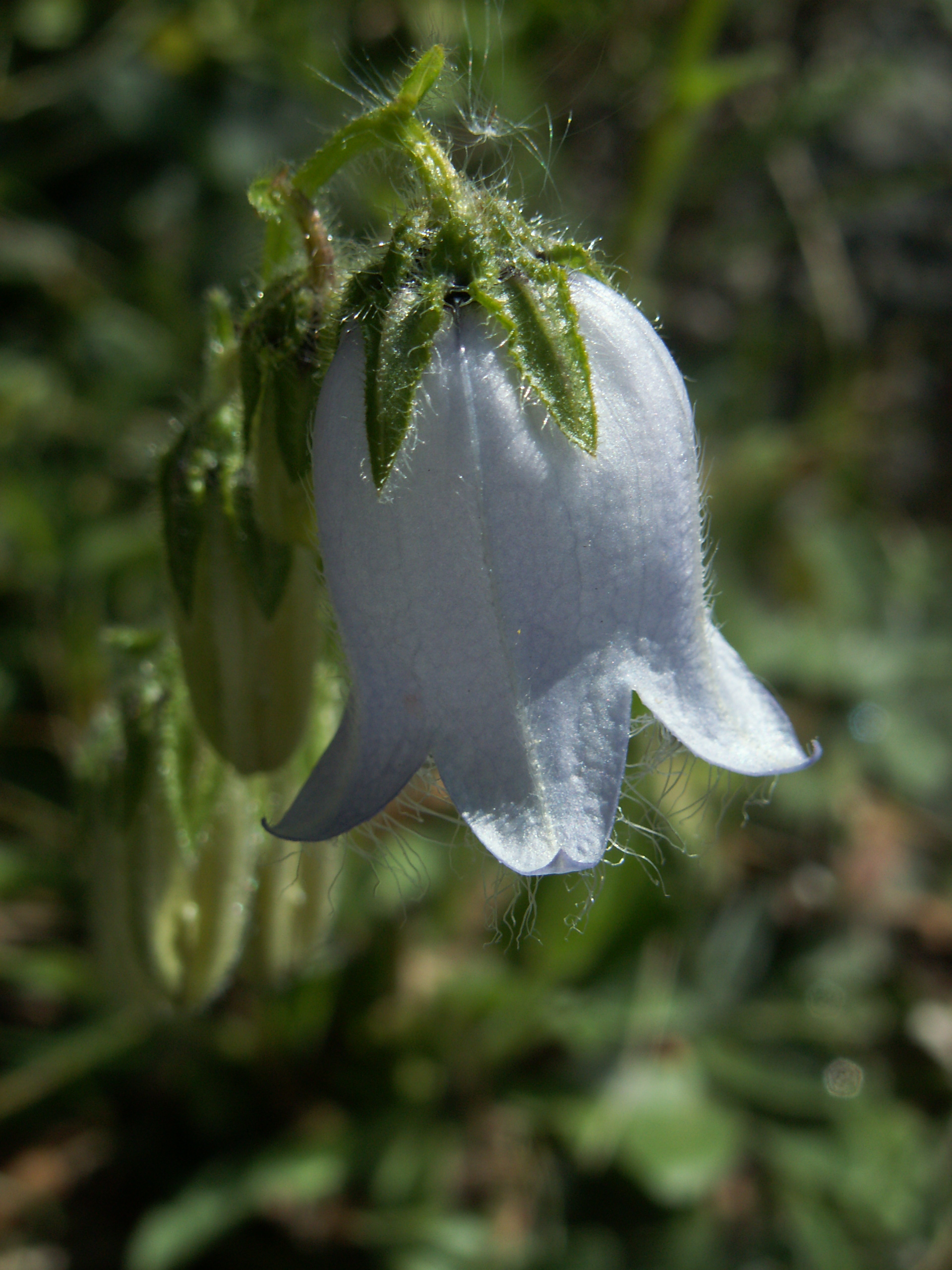
Campanula barbata

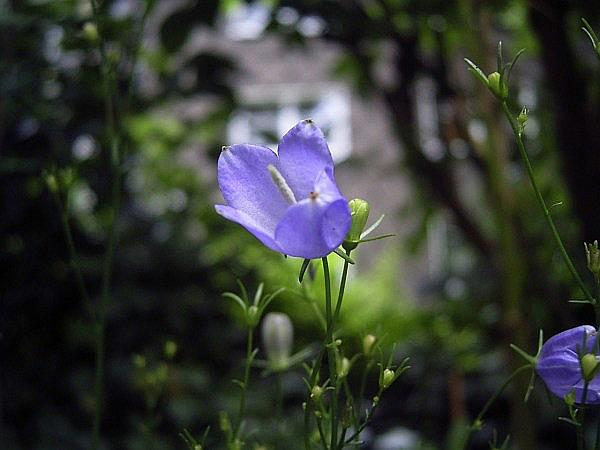
Campanula baumgartenii

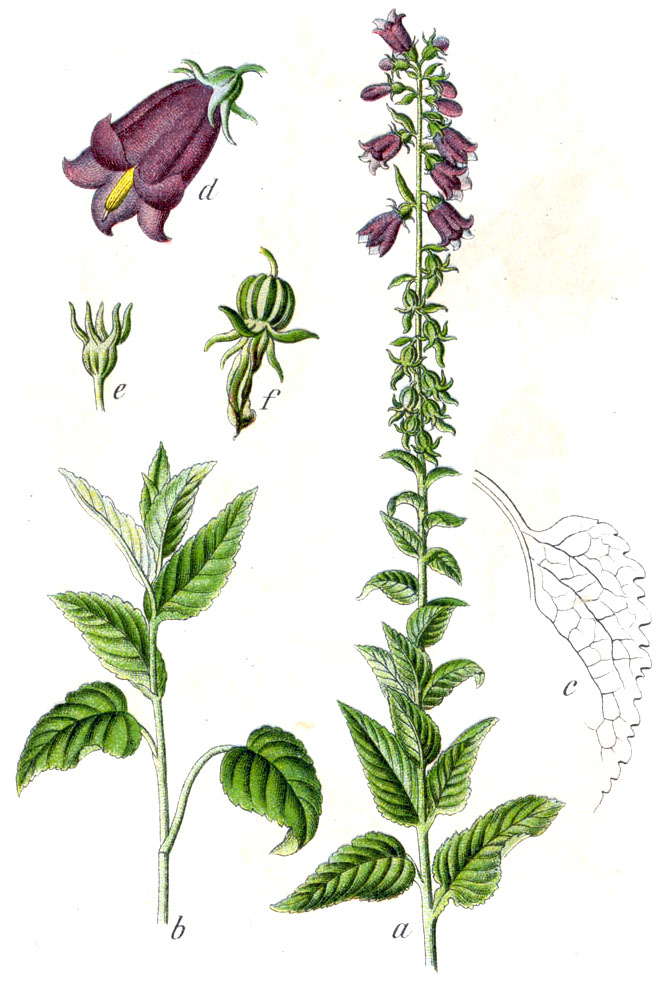
Campanula bononiensis

- Campanula balfourii J.Wagner & Vierh., 1906
- Campanula barbata L., 1759
- Campanula baskilensis Behçet, 2018
- Campanula baumgartenii Becker, 1827
- Campanula bayerniana Rupr., 1867
- Campanula bellidifolia Adam, 1805
- Campanula bertolae Colla, 1835
- Campanula betonicifolia Sm., 1806
- Campanula betulifolia K.Koch, 1850
- Campanula bipinnatifida P.H.Davis, 1956
- Campanula bluemelii Halda, 1989
- Campanula bohemica Hruby, 1928
- Campanula bononiensis L., 1753
- Campanula bordesiana Maire, 1929
- Campanula bornmuelleri Nábelek, 1926
- Campanula bravensis (Bolle) A.Chev., 1935
- Campanula broussonetiana Schult., 1819
- Campanula buseri Damboldt, 1976

## C

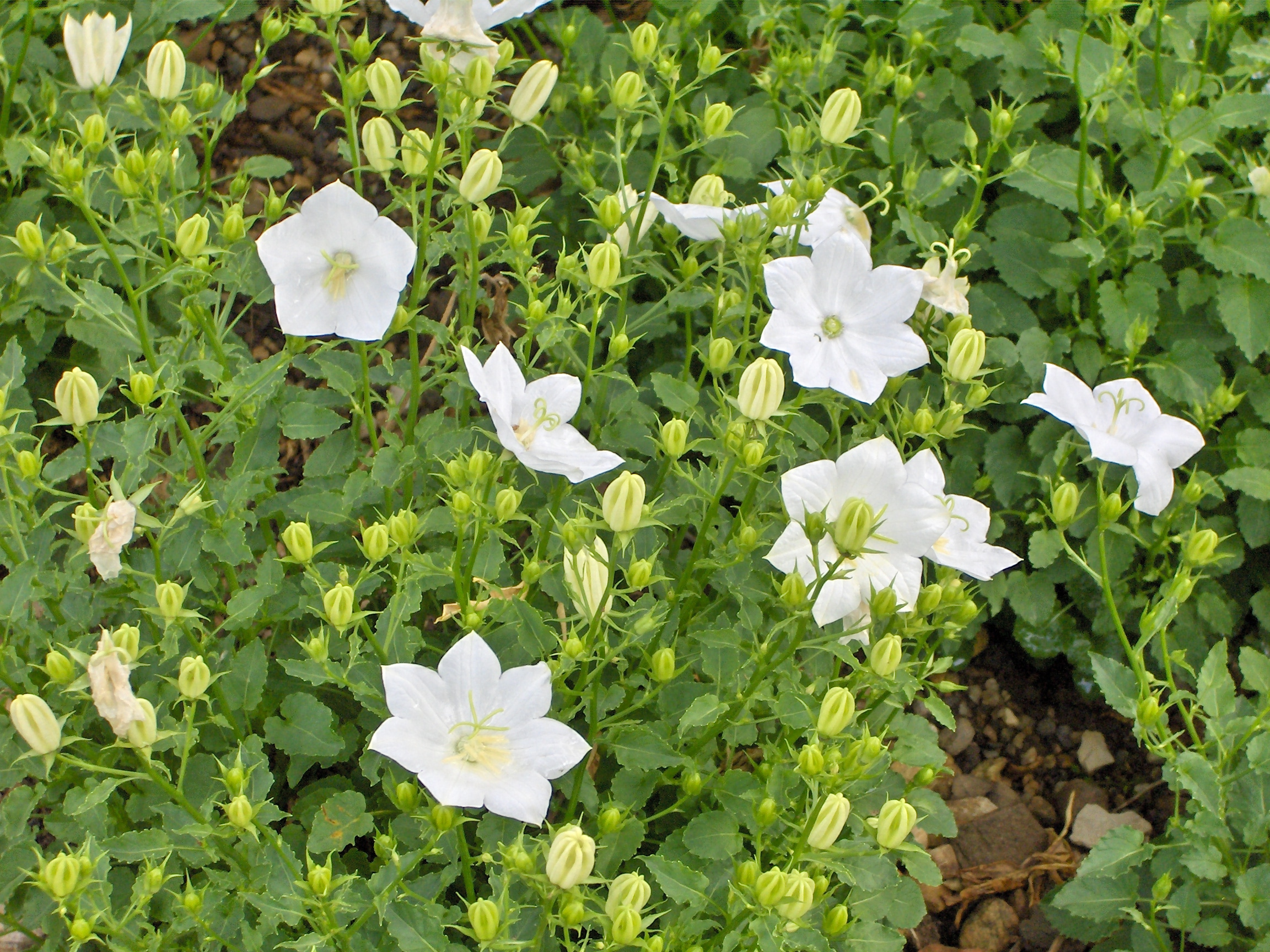
Campanula carpatica

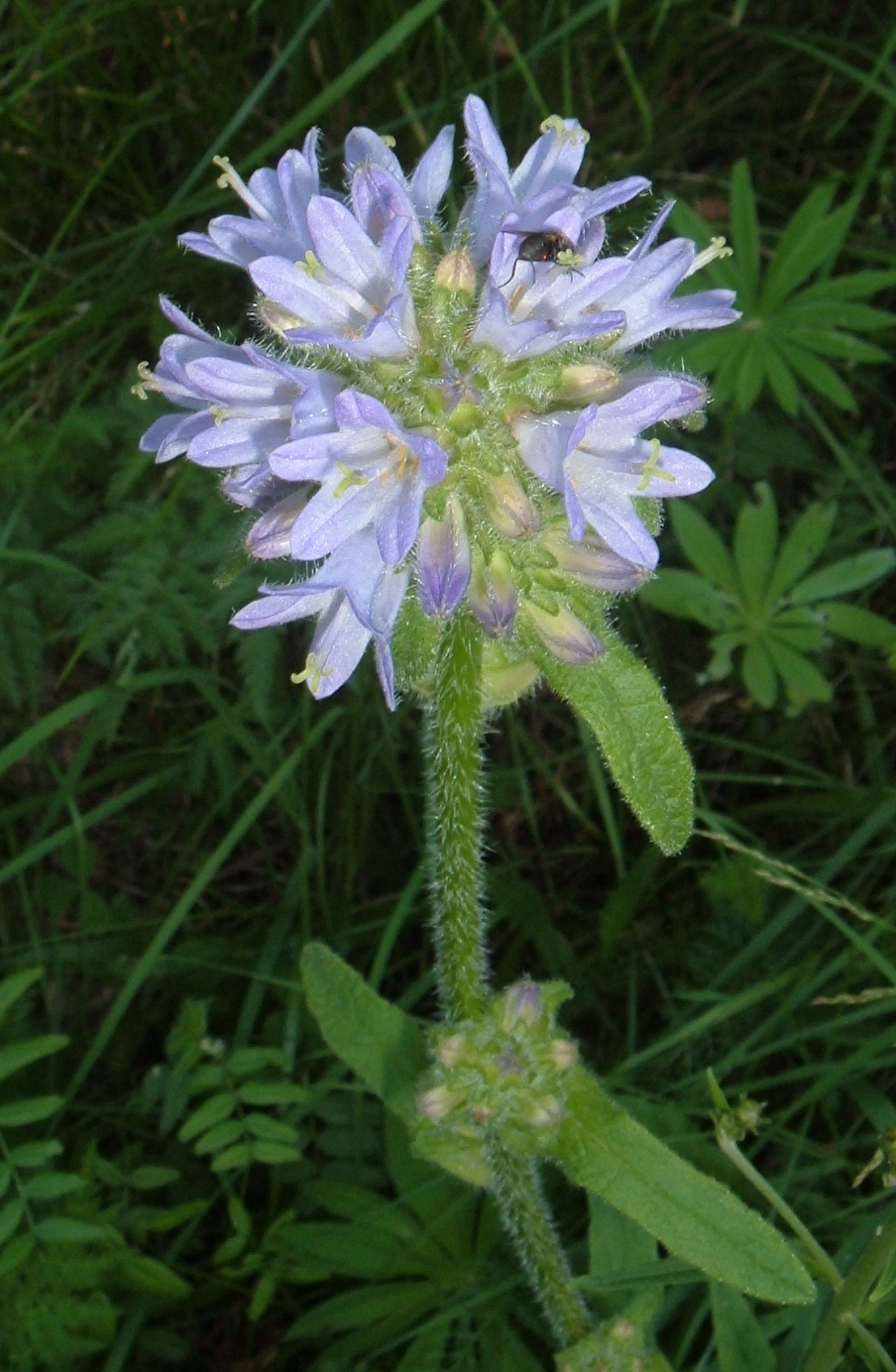
Campanula cervicaria

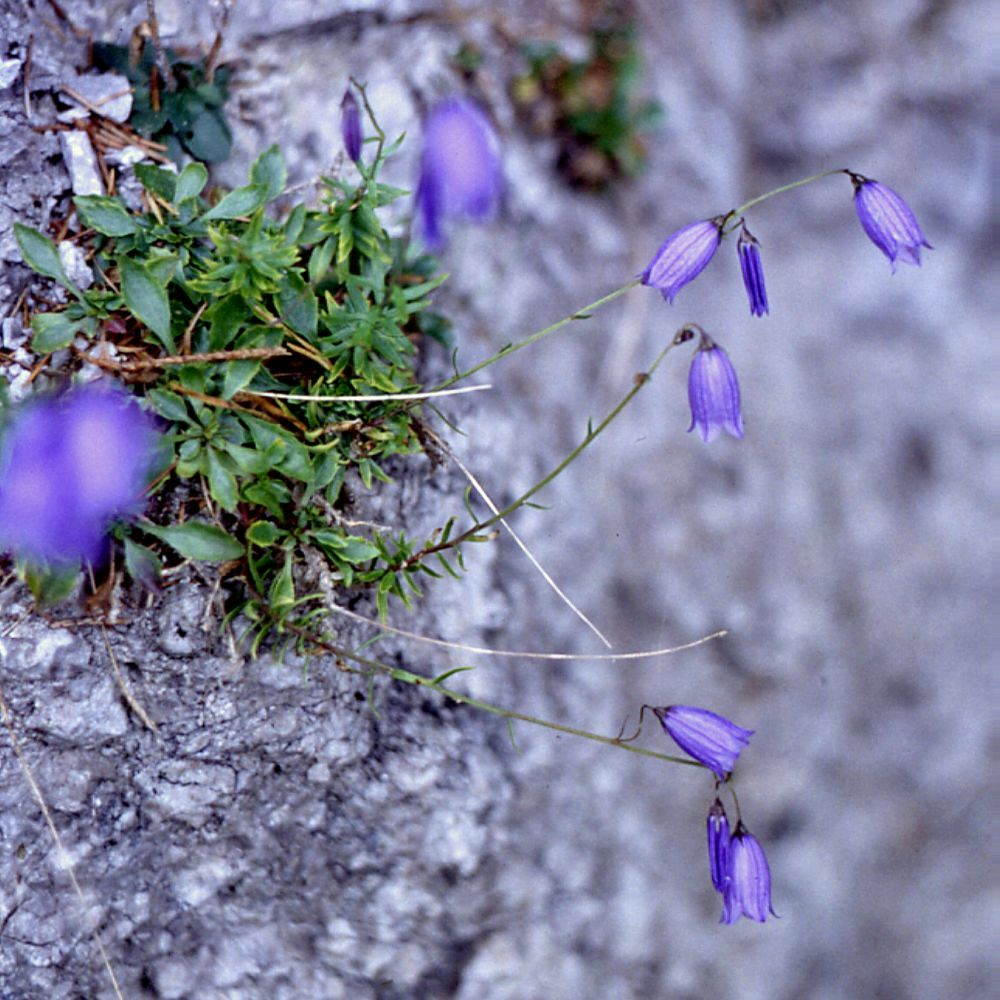
Campanula cespitosa

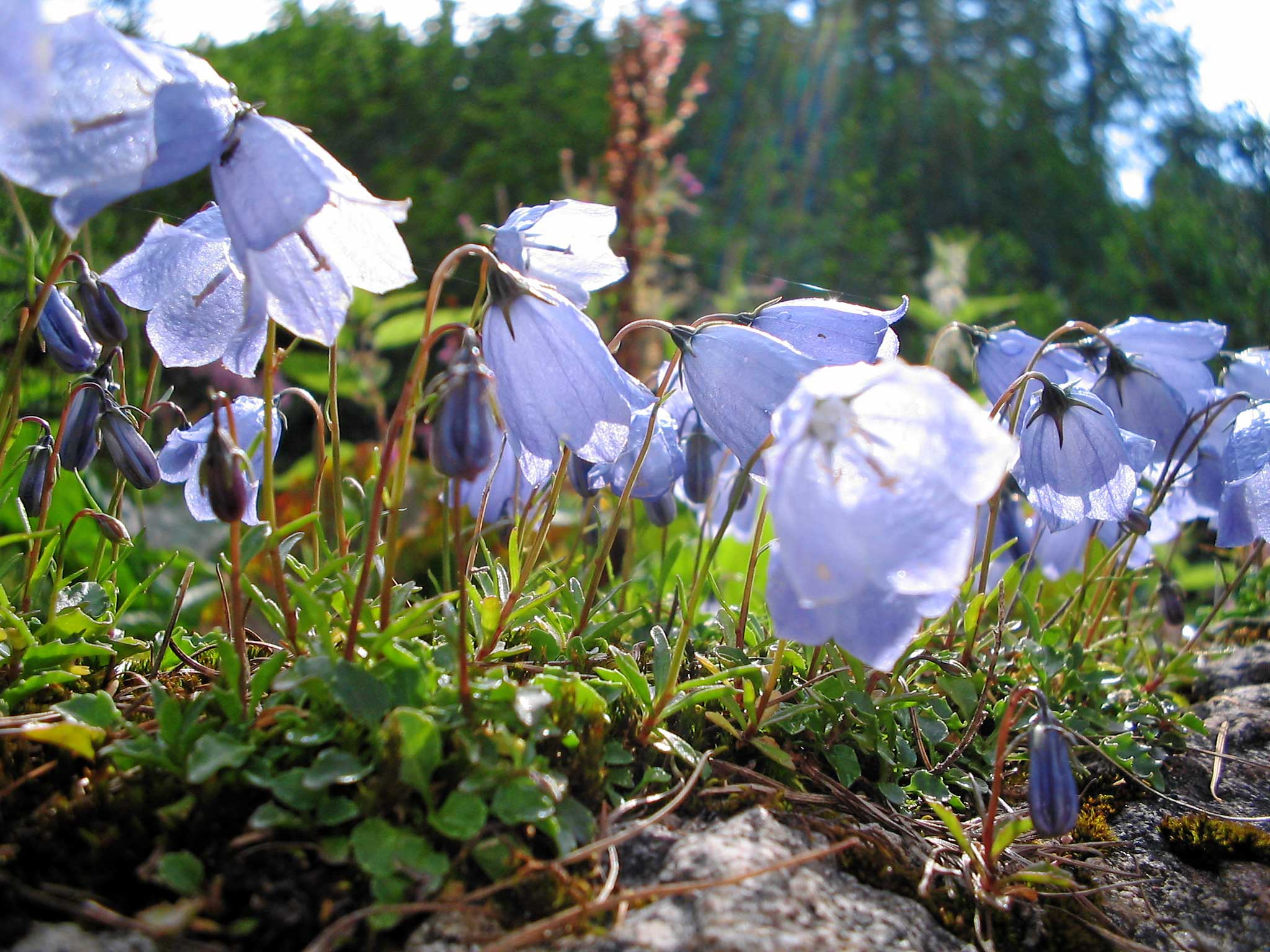
Campanula cochleariifolia

- Campanula cabezudoi Cano-Maq. & Talavera, 2007
- Campanula calaminthifolia Lam., 1785
- Campanula calcarata Sommier & Levier, 1895
- Campanula calcicola W.W.Sm., 1920
- Campanula californica (Kellogg) A.Heller, 1902
- Campanula calycialata V.Randjel. & Zlatkovic, 1998
- Campanula camptoclada Boiss., 1849
- Campanula cana Wall., 1824
- Campanula candida A.DC., 1830
- Campanula cantabrica Feer, 1890
- Campanula carnica Schiede ex Mert. & W.D.J.Koch, 1826
- Campanula carpatha Halácsy, 1902
- Campanula carpatica Jacq., 1770
- Campanula cashmeriana Royle, 1835
- Campanula caucasica M.Bieb., 1798
- Campanula celsii A.DC., 1830
- Campanula cenisia L., 1763
- Campanula cervicaria L., 1753
- Campanula cespitosa Scop., 1771
- Campanula × chevalieri Sennen, 1927
- Campanula choruhensis Kit Tan & Sorger, 1982
- Campanula chrysosplenifolia Franch., 1895
- Campanula cichoracea Sm., 1806
- Campanula ciliata Steven, 1812
- Campanula cochleariifolia Lam., 1785
- Campanula collina Sims, 1806
- Campanula columnaris Contandr., Quézel & Zaffran, 1974
- Campanula comosiformis (Hayek & Janch.) Frajman & Schneew., 2009
- Campanula conferta A.DC., 1839
- Campanula constantini Beauverd & Topali, 1937
- Campanula coriacea P.H.Davis, 1962
- Campanula × cottia Beyer, 1917
- Campanula crassipes Heuff., 1858
- Campanula cremnophila Bogdanovic, Resetnik, M.Jericevic, N.Jericevic & Brullo, 2019
- Campanula crenulata Franch., 1895
- Campanula cretica (A.DC.) D.Dietr., 1839
- Campanula creutzburgii Greuter, 1967
- Campanula crispa Lam., 1785
- Campanula cymaea Phitos, 1964
- Campanula cymbalaria Sm., 1806

## D
- Campanula daghestanica Fomin, 1904
- Campanula damascena Labill., 1812
- Campanula damboldtiana P.H.Davis & Sorger, 1979
- Campanula dasyantha M.Bieb., 1819
- Campanula daucoides D.Lakusic, Skondric & Aleksic, 2018
- Campanula davisii Turrill, 1956
- Campanula decumbens A.DC., 1830
- Campanula delicatula Boiss., 1849
- Campanula demirsoyi Kandemir, 2008
- Campanula dichotoma L., 1756
- Campanula dieckii Lange, 1893
- Campanula × digenea F.Wettst., 1921
- Campanula dimorphantha Schweinf., 1867
- Campanula divaricata Michx., 1803
- Campanula dolomitica E.A.Busch, 1930
- Campanula drabifolia Sm., 1806
- Campanula dulcis Decne., 1834
- Campanula dzaaku Albov, 1894
- Campanula dzyschrica Kolak., 1951

## E
- Campanula edulis Forssk., 1775
- Campanula ekimiana Güner, 1985
- Campanula elatines L., 1759
- Campanula elatinoides Moretti, 1822
- Campanula engurensis Kharadze, 1938
- Campanula erinus L., 1753
- Campanula escalerae Rech.f. & Schiman-Czeika, 1965
- Campanula euboica Phitos, 1965
- Campanula euclasta Boiss., 1849
- Campanula eugeniae Fed., 1957
- Campanula excisa Schleich. ex Murith, 1810
- Campanula exigua Rattan, 1886
- Campanula expansa Rudolph, 1809

## F
- Campanula fastigiata Dufour ex Schult., 1819
- Campanula feijoana Gardère, 2015
- Campanula fenestrellata Feer, 1889
- Campanula ficarioides Timb.-Lagr., 1862
- Campanula filicaulis Durieu, 1849
- Campanula flaccidula Vatke, 1874
- Campanula floridana S.Watson ex A.Gray, 1878
- Campanula foliosa Ten., 1811
- Campanula formanekiana Degen & Dörfl., 1897
- Campanula forsythii (Arcang.) Podlech, 1965
- Campanula fragilis Cirillo, 1788
- Campanula fritschii Witasek, 1902
- Campanula fruticulosa (O.Schwarz & P.H.Davis) Damboldt, 1976

## G

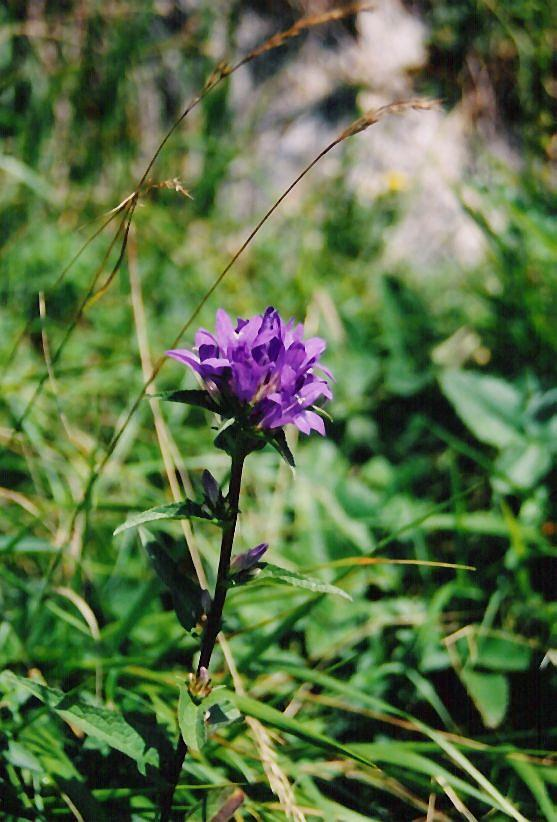
Campanula glomerata

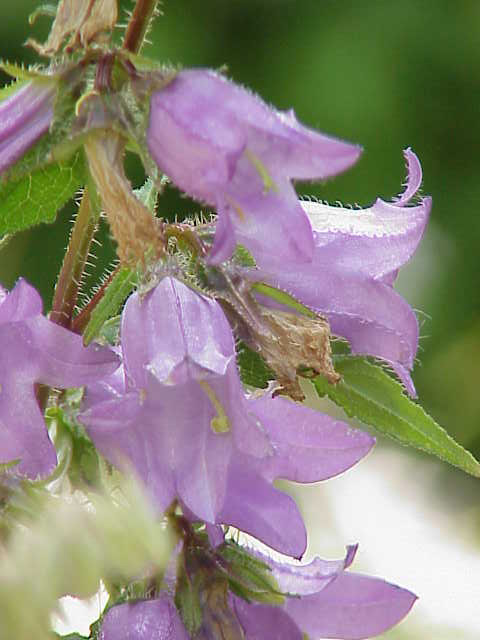
Campanula grossekii

- Campanula gansuensis L.C.Wang & D.Y.Hong, 2000
- Campanula garganica Ten., 1827
- Campanula gentilis Kovanda, 1968
- Campanula gieseckiana Vest ex Roem. & Schult., 1819
- Campanula gilliatii Milne-Redh. & Turrill, 1930
- Campanula × gisleri Brügger, 1880
- Campanula glomerata L., 1753
- Campanula × glomeratiformis Murr ex Dalla Torre & Sarnth., 1912
- Campanula glomeratoides D.Y.Hong, 1980
- Campanula goulimyi Turrill, 1955
- Campanula gracillima Podlech, 1965
- Campanula grandis Fisch. & C.A.Mey., 1839
- Campanula griffinii Morin, 1980
- Campanula grossekii Heuff., 1833
- Campanula guinochetii Quézel, 1953

## H
- Campanula hacerae Ilçim, 2011
- Campanula hagielia Boiss., 1875
- Campanula haradjanii Rech.f., 1950
- Campanula hawkinsiana Hausskn. & Heldr., 1887
- Campanula hedgei P.H.Davis, 1962
- Campanula hercegovina Degen & Fiala, 1894
- Campanula hermannii Rech.f., 1980
- Campanula herminii Hoffmanns. & Link, 1813
- Campanula heterophylla L., 1753
- Campanula hieracioides Kolak., 1947
- Campanula hierapetrae Rech.f., 1935
- Campanula hierosolymitana Boiss., 1849
- Campanula hispanica Willk., 1868
- Campanula hissarica Kamelin ex Rassulova, 1988
- Campanula hofmannii (Pantan.) Greuter & Burdet, 1981
- Campanula hongii Y.F.Deng, 2015
- Campanula hortelensis Gardère, 2015
- Campanula humillima A.DC., 1839
- Campanula hypopolia Trautv., 1876
- Campanula hystricula Pau, 1918

## I
- Campanula iconia Phitos, 1965
- Campanula immodesta Lammers, 1998
- Campanula incanescens Boiss., 1846
- Campanula incurva Aucher ex A.DC., 1839
- Campanula intercedens Witasek, 1902
- Campanula involucrata Aucher ex A.DC., 1839
- Campanula isaurica Contandr., Quézel & Pamukç., 1972
- Campanula × iserana Kovanda, 1999
- Campanula isophylla Moretti, 1824

## J
- Campanula jacobaea C.Sm. ex Webb, 1848
- Campanula jacquinii (Sieber) A.DC., 1830
- Campanula jadvigae Kolak., 1953
- Campanula jaubertiana Timb.-Lagr., 1868
- Campanula jordanovii Ancev & Kovanda, 1989
- Campanula jurjurensis (Chabert) Witasek, 1902
- Campanula justiniana Witasek, 1906

## K
- Campanula kachethica Kantsch., 1931
- Campanula kamariana Kyriak., Liveri & Phitos, 2017
- Campanula kantschavelii Zagar., 1936
- Campanula karabaghensis Mikheev, 2010
- Campanula karadjana Bocquet, 1968
- Campanula kastellorizana Carlström, 1986
- Campanula keniensis Thulin, 1976
- Campanula kermanica (Rech.f., Aellen & Esfand.) Rech.f., 1965
- Campanula khorasanica (Rech.f. & Aellen) Rech.f., 1965
- Campanula kiharae Kitam., 1956
- Campanula kirikkoleensis A.A.Donamez & Güner, 1994
- Campanula kladniana (Schur) Witasek, 1902
- Campanula kolakovskyi Kharadze, 1947
- Campanula kolenatiana C.A.Mey. ex Rupr., 1867
- Campanula komarovii Maleev, 1930
- Campanula kotschyana A.DC., 1839
- Campanula koyuncui H.Duman, 1999
- Campanula kurdistanica Advay & Maroofi, 2015

## L
- Campanula laciniata L., 1753
- Campanula lactiflora M.Bieb., 1808
- Campanula lamondiae Rech.f., 1973
- Campanula lanata Friv., 1836
- Campanula lasiocarpa Cham., 1829
- Campanula latifolia L., 1753

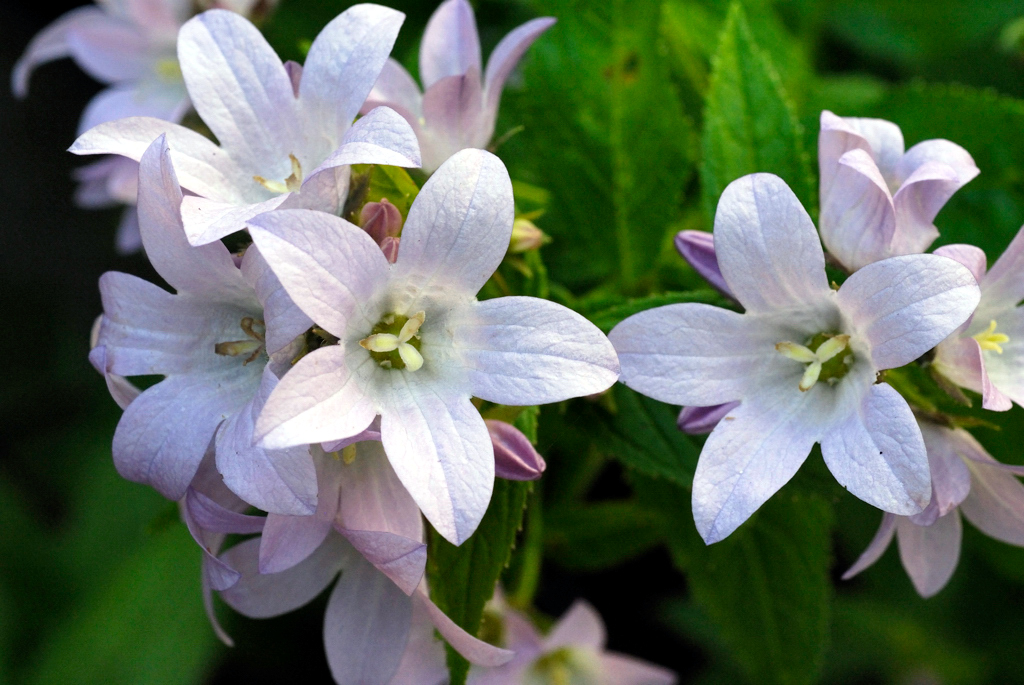
Campanula lactiflora

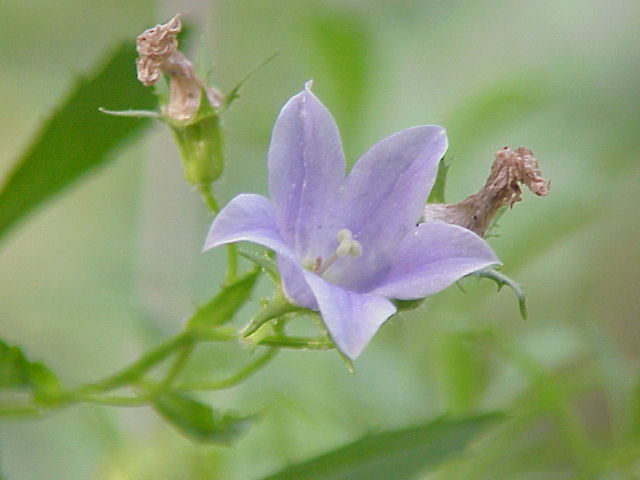
Campanula lasiocarpa

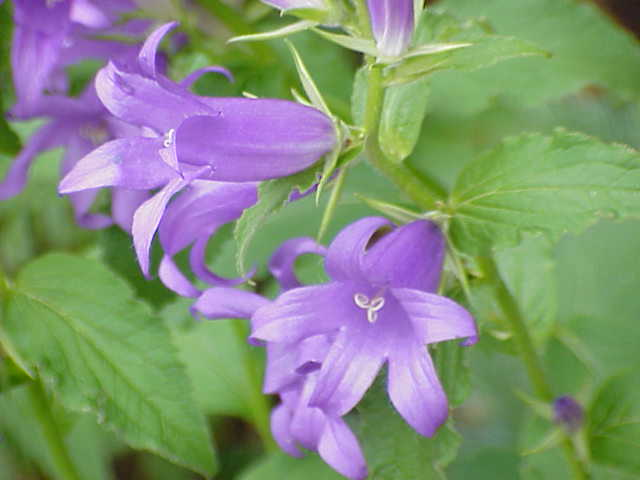
Campanula latifolia

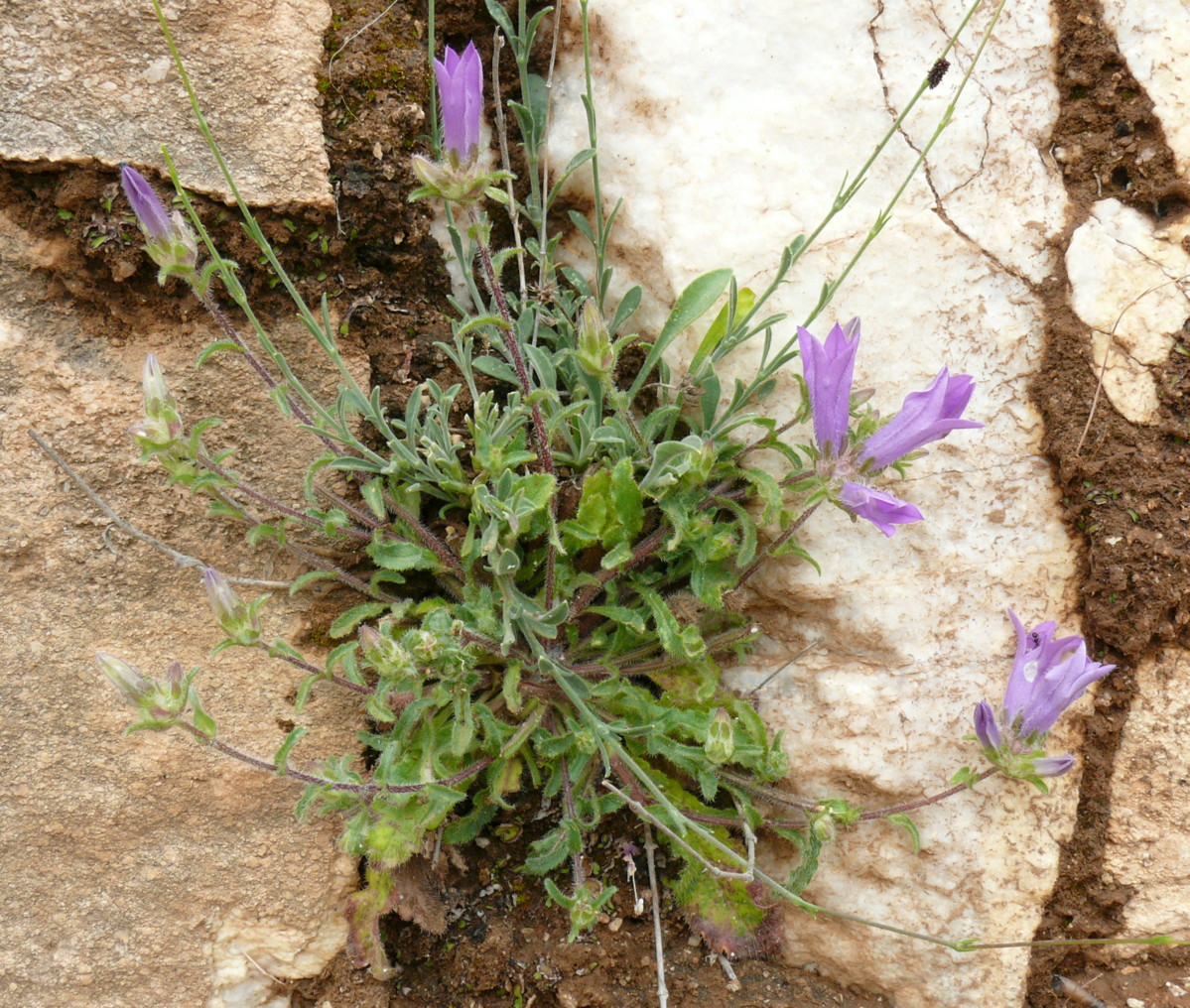
Campanula lingulata

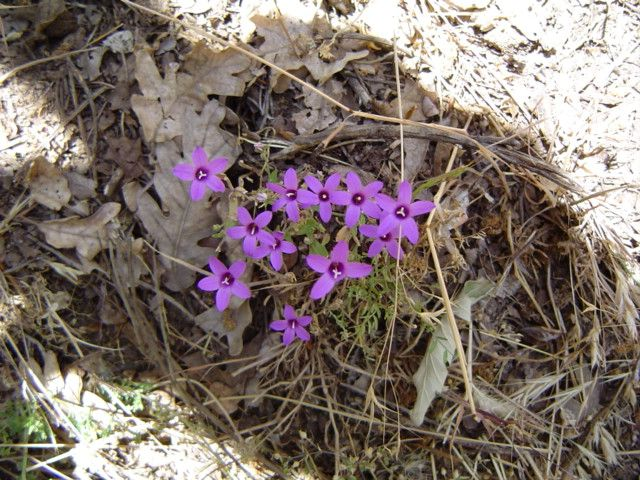
Campanula lusitanica

- Campanula lavrensis (Tocl & Rohl.) Phitos, 1965
- Campanula lazica (Boiss. & Balansa) Kharadze, 1949
- Campanula leblebicii Yildirim, 2018
- Campanula ledebouriana Trautv., 1873
- Campanula lehmanniana Bunge, 1852
- Campanula leucantha Gilli, 1963
- Campanula leucoclada Boiss., 1856
- Campanula leucosiphon Boiss. & Heldr., 1849
- Campanula lezgina (Alex.) Kolak. & Serdyuk., 1980
- Campanula lingulata Waldst. & Kit., 1801
- Campanula litvinskajae Ogan., 2015
- Campanula longisepala Podlech, 1965
- Campanula longistyla Fomin, 1904
- Campanula lourica Boiss., 1849
- Campanula luristanica Freyn, 1897
- Campanula lusitanica L., 1758
- Campanula lycica Kit Tan & Sorger, 1987
- Campanula lyrata Lam., 1785

## M

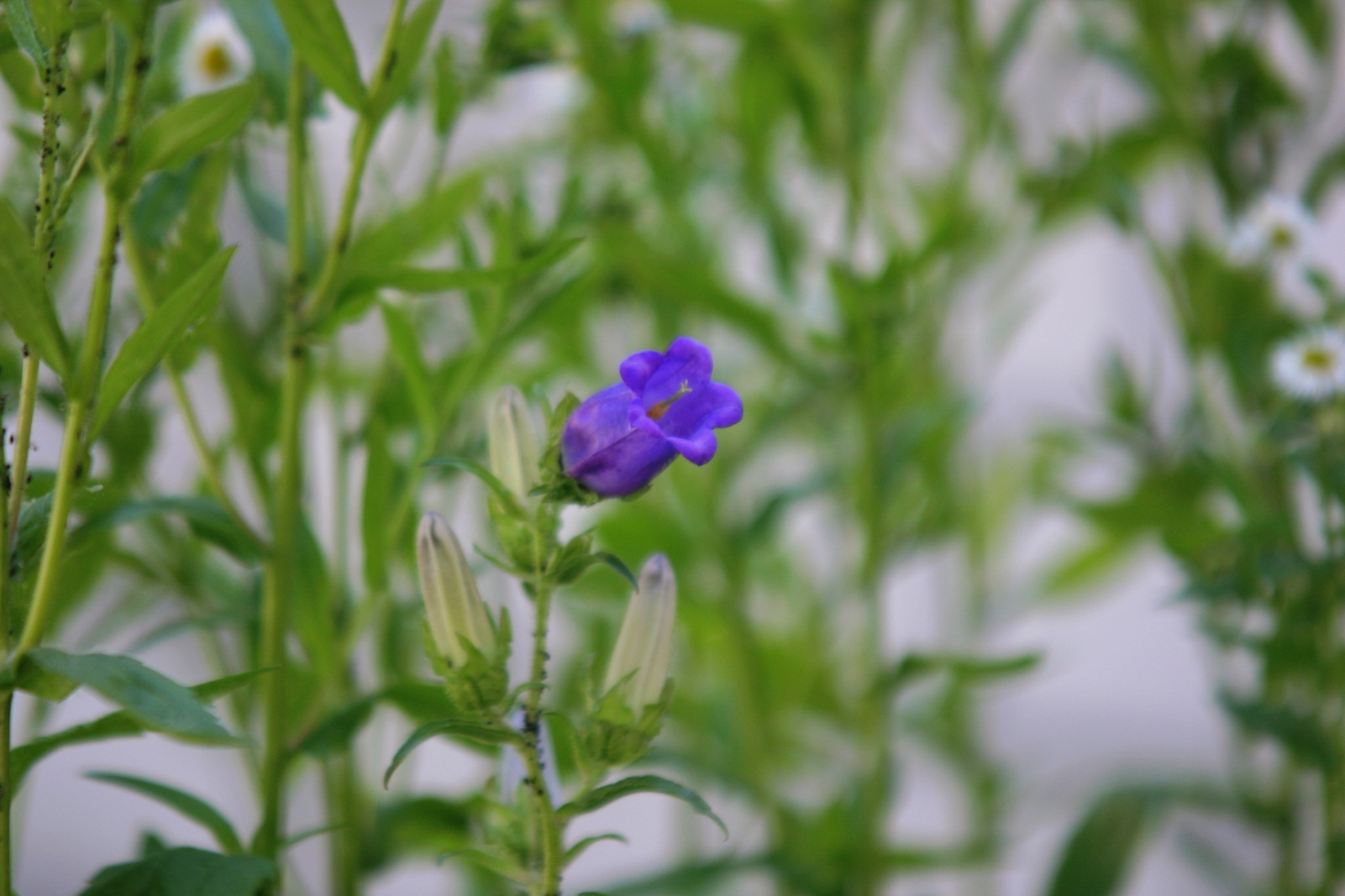
Campanula medium

- Campanula macrorhiza J.Gay ex A.DC., 1830
- Campanula macrostachya Waldst. & Kit. ex Willd., 1809
- Campanula macrostyla Boiss. & Heldr., 1849
- Campanula mairei Pau ex Maire, 1928
- Campanula malatyaensis Mutlu & Karakus, 2015
- Campanula marcenoi Brullo, 1993
- Campanula marchesettii Witasek, 1902
- Campanula mardinensis Bornm. & Sint., 1905
- Campanula martinii F.Fen., Pistarino, Peruzzi & Cellin., 2013
- Campanula massalskyi Fomin, 1905
- Campanula matritensis A.DC., 1830
- Campanula medium L., 1753
- Campanula mekongensis Diels ex C.Y.Wu, 1965
- Campanula merxmuelleri Phitos, 1963
- Campanula micrantha Bertol., 1851
- Campanula microdonta Koidz., 1919
- Campanula microphylloidea D.Y.Hong, 2015
- Campanula mirabilis Albov, 1895
- Campanula moesiaca Velen., 1893
- Campanula mollis L., 1762
- Campanula monodiana Maire, 1943
- Campanula montenegrina I.Jankovic & D.Lakusic, 2015
- Campanula moravica (Spitzn.) Kovanda, 1968
- Campanula morettiana Rchb., 1840
- Campanula mugeana Yildirim, 2013
- Campanula munzurensis P.H.Davis, 1962
- Campanula × murrii Dalla Torre & Sarnth., 1912
- Campanula myrtifolia Boiss. & Heldr., 1849

## N
- Campanula nakaoi Kitam., 1954
- Campanula nejceffii Marinov & Stoyanov, 2017
- Campanula nisyria Papatsou & Phitos, 1975
- Campanula numidica Durieu, 1849
- Campanula nuristanica Rech.f. & Schiman-Czeika, 1965

## O
- Campanula occidentalis Y.Nyman, 1991
- Campanula odontosepala Boiss., 1849
- Campanula oligosperma Damboldt, 1978
- Campanula olympica Boiss., 1844
- Campanula omeiensis (Z.Y.Zhu) D.Y.Hong & Z.Yu Li, 2007
- Campanula orbelica Pancic, 1883
- Campanula oreadum Boiss. & Heldr., 1856
- Campanula orphanidea Boiss., 1875
- Campanula ossetica M.Bieb., 1819
- Campanula ovacikensis Yild., 2010

## P
- Campanula pallida Wall., 1820

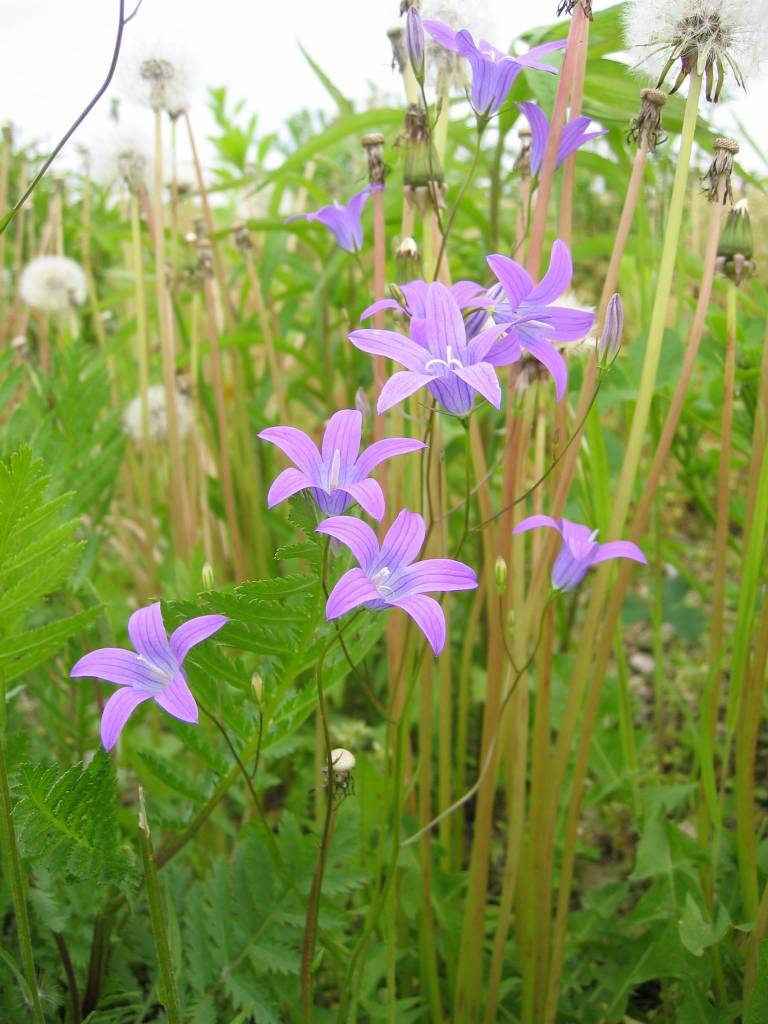
Campanula patula

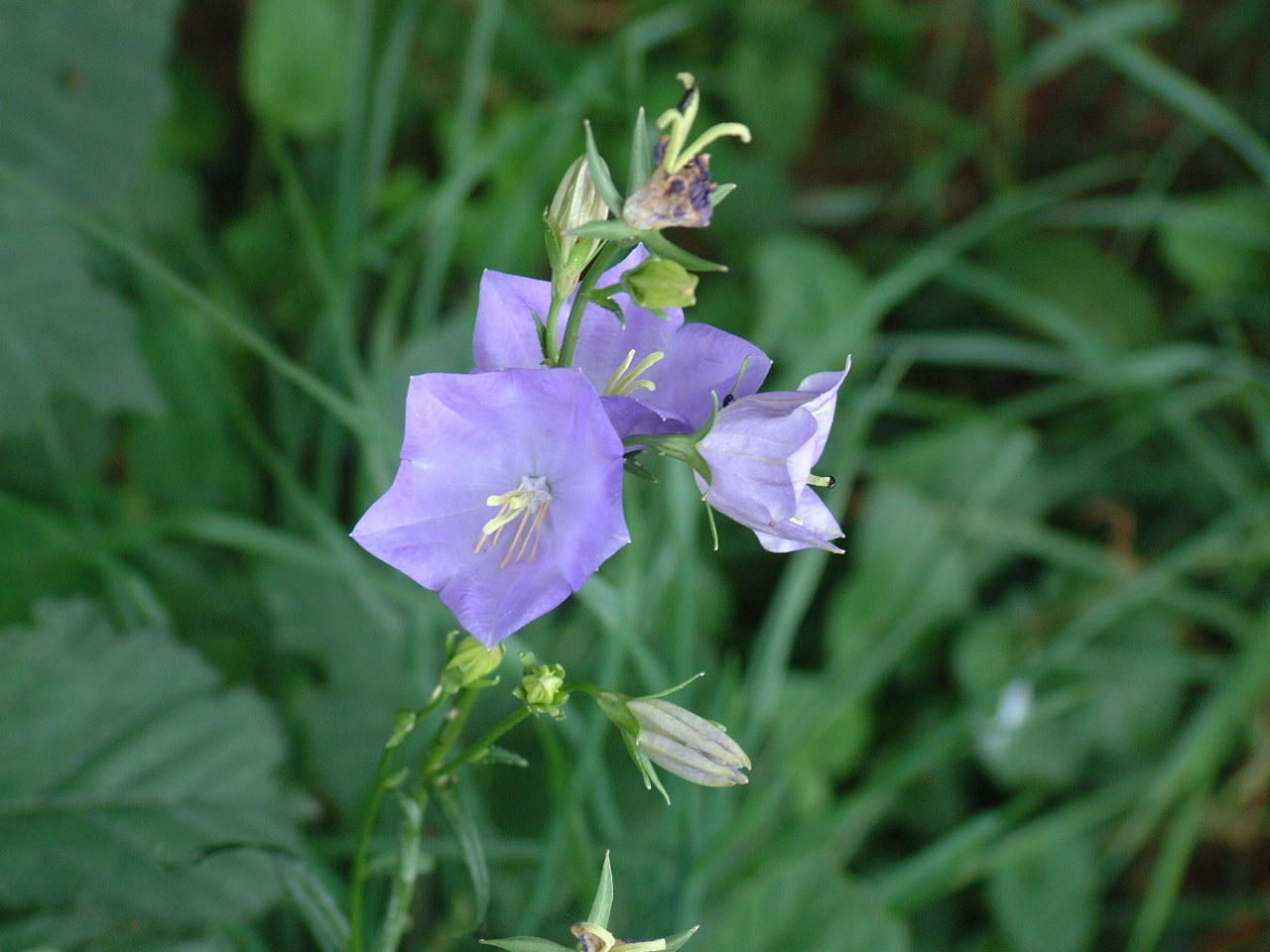
Campanula persicifolia

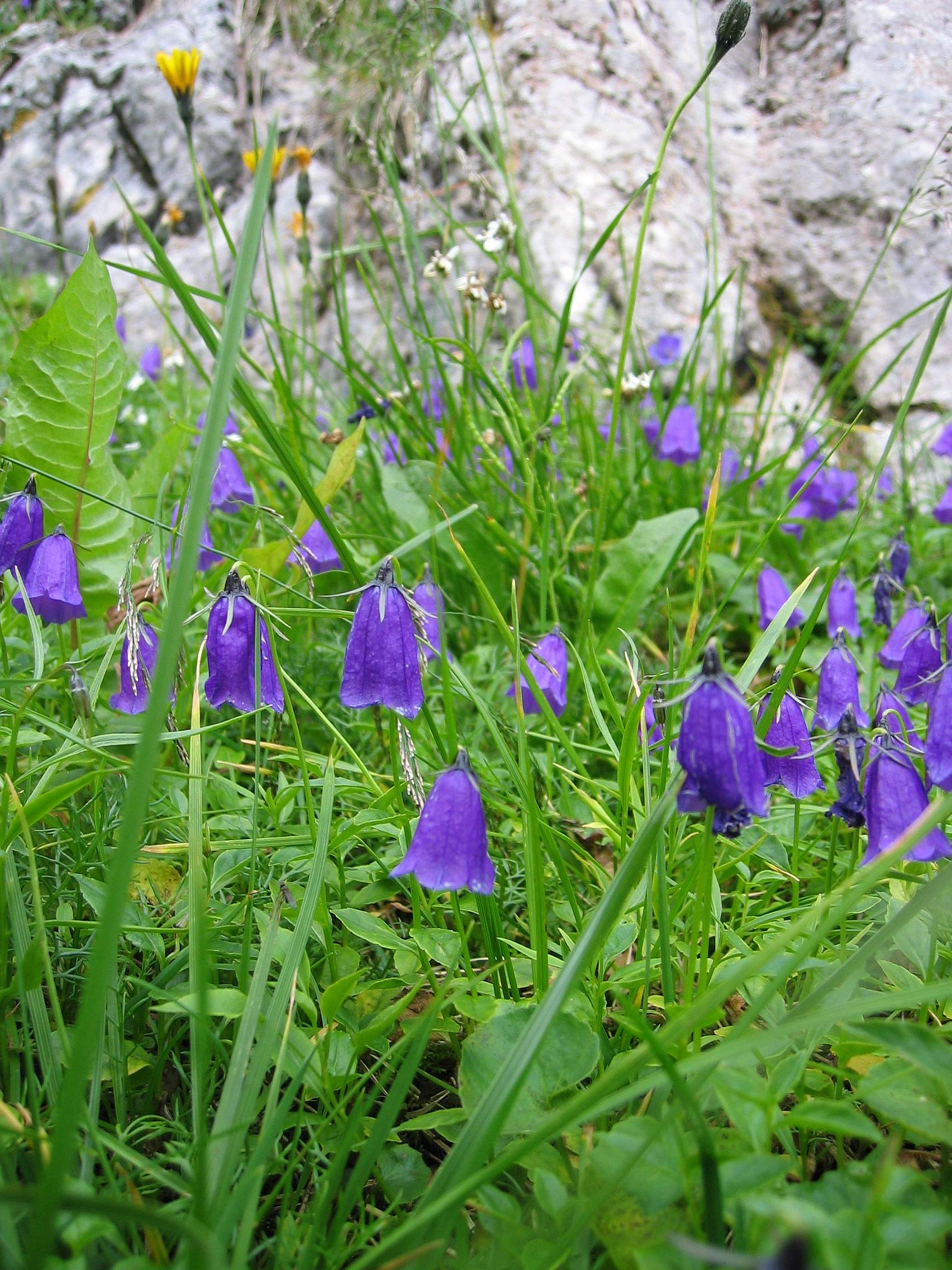
Campanula pulla

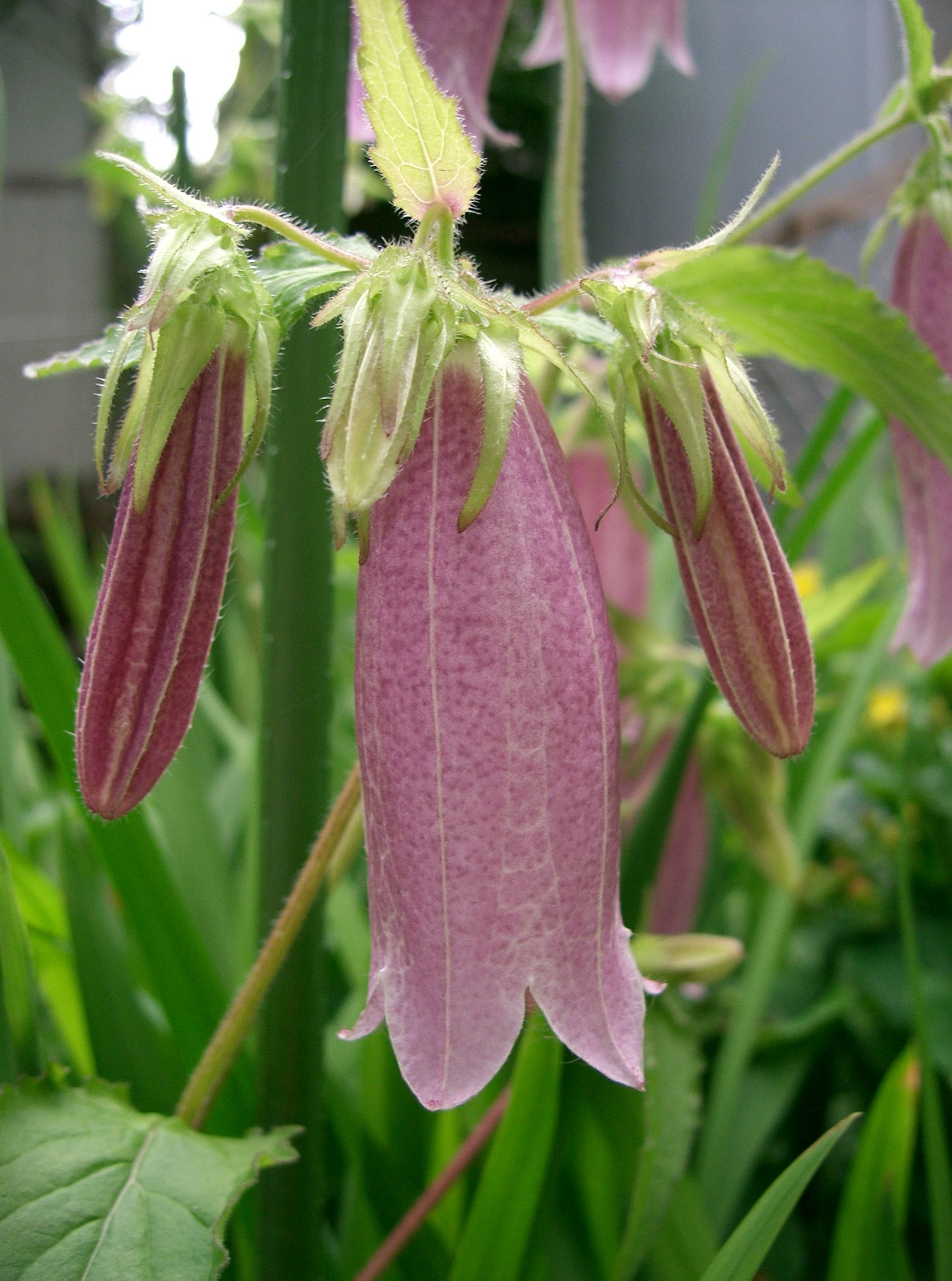
Campanula punctata

- Campanula pamphylica (Contandr., Quézel & Pamukç.) Akçiçek & Vural, 2005
- Campanula pangea Hartvig, 1998
- Campanula papillosa Halácsy ex Maire & Petitm., 1908
- Campanula paradoxa Kolak., 1976
- Campanula parryi A.Gray, 1878
- Campanula patula L., 1753
- Campanula pelia (Halácsy) Hausskn. & Sint. ex Phitos, 1963
- Campanula pelviformis Lam., 1785
- Campanula pendula M.Bieb., 1808
- Campanula peregrina L., 1771
- Campanula perpusilla A.DC., 1839
- Campanula persepolitana Kotschy ex Boiss., 1846
- Campanula persicifolia L., 1753
- Campanula peshmenii Güner, 1983
- Campanula petiolata A.DC., 1830
- Campanula petraea L., 1759
- Campanula petrophila Rupr., 1867
- Campanula phitosiana Yildirim & Sentürk, 2019
- Campanula phrygia Jaub. & Spach, 1848
- Campanula phyctidocalyx Boiss. & Noë, 1856
- Campanula pichleri Vis., 1871
- Campanula pinatzii Greuter & Phitos, 1967
- Campanula pindicola Aldén, 1976
- Campanula pinnatifida Hub.-Mor., 1963
- Campanula piperi Howell, 1901
- Campanula podocarpa Boiss., 1849
- Campanula pollinensis Podlech, 1970
- Campanula polyclada Rech.f. & Schiman-Czeika, 1965
- Campanula pontica Albov, 1894
- Campanula portenschlagiana Schult., 1819
- Campanula poscharskyana Degen, 1908
- Campanula postii (Boiss.) Harms, 1897
- Campanula praesignis Beck, 1892
- Campanula precatoria Timb.-Lagr., 1873
- Campanula prenanthoides Durand, 1855
- Campanula primulifolia Brot., 1804
- Campanula propinqua Fisch. & C.A.Mey., 1836
- Campanula pseudostenocodon Lacaita, 1918
- Campanula psilostachya Boiss. & Kotschy, 1856
- Campanula ptarmicifolia Lam., 1785
- Campanula pterocaula Hausskn., 1905
- Campanula pubicalyx (P.H.Davis) Damboldt, 1976
- Campanula pulla L., 1753
- Campanula pulvinaris Hausskn. & Bornm., 1905
- Campanula punctata Lam., 1785
- Campanula pyramidalis L., 1753
- Campanula pyrenaica A.DC., 1830

## Q
- Campanula quercetorum Hub.-Mor. & C.Simon, 1963

## R
- Campanula raddeana Trautv., 1866
- Campanula radicosa Bory & Chaub., 1838

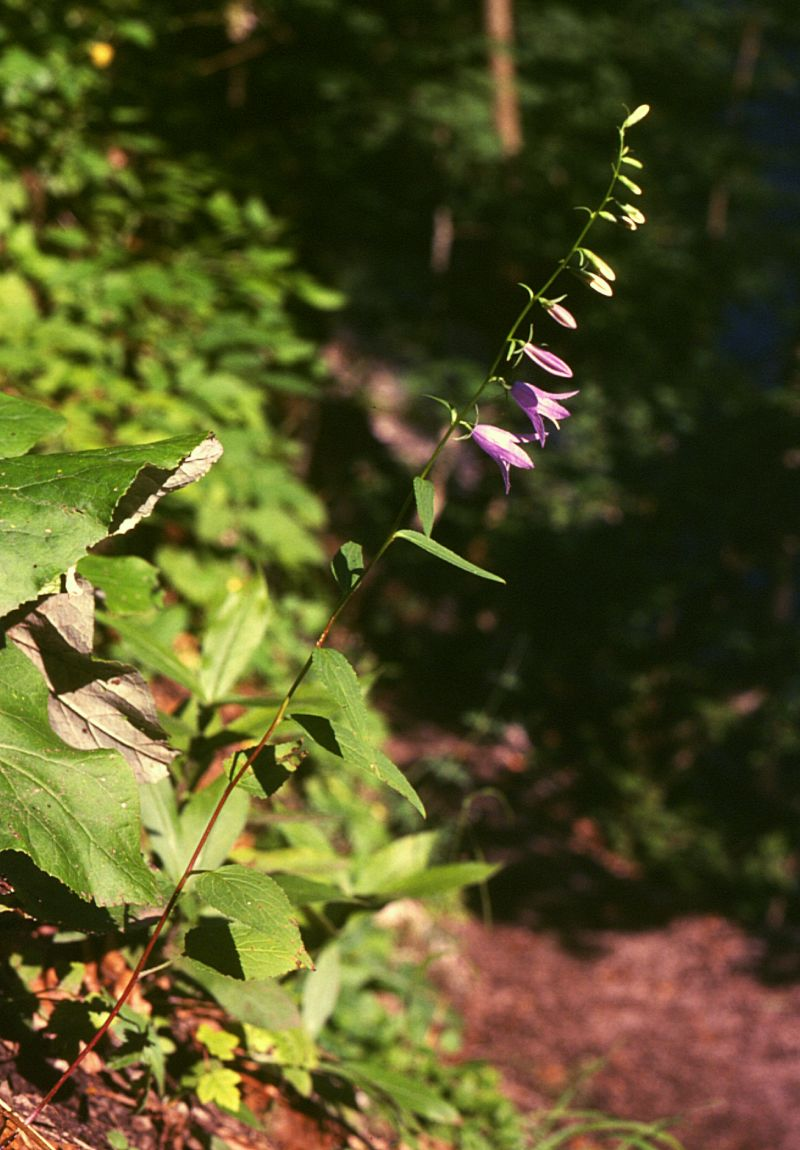
Campanula rapunculoides

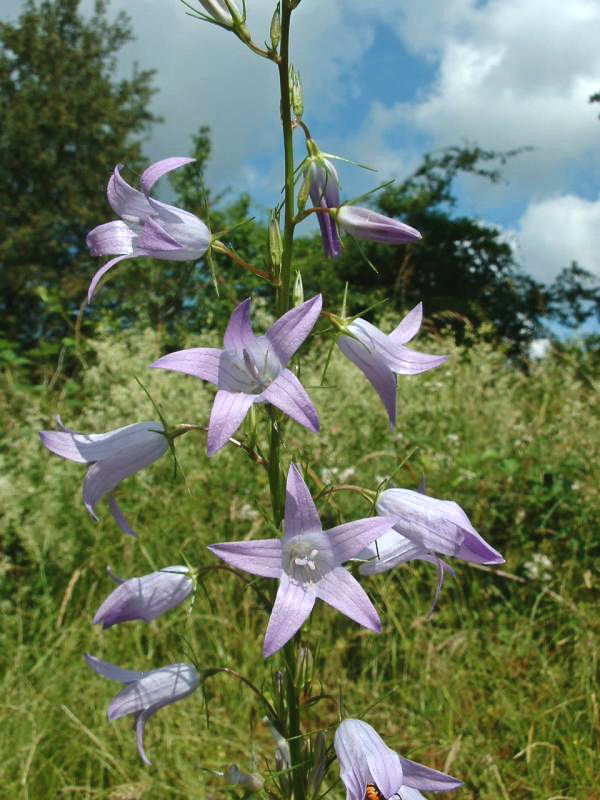
Campanula rapunculus

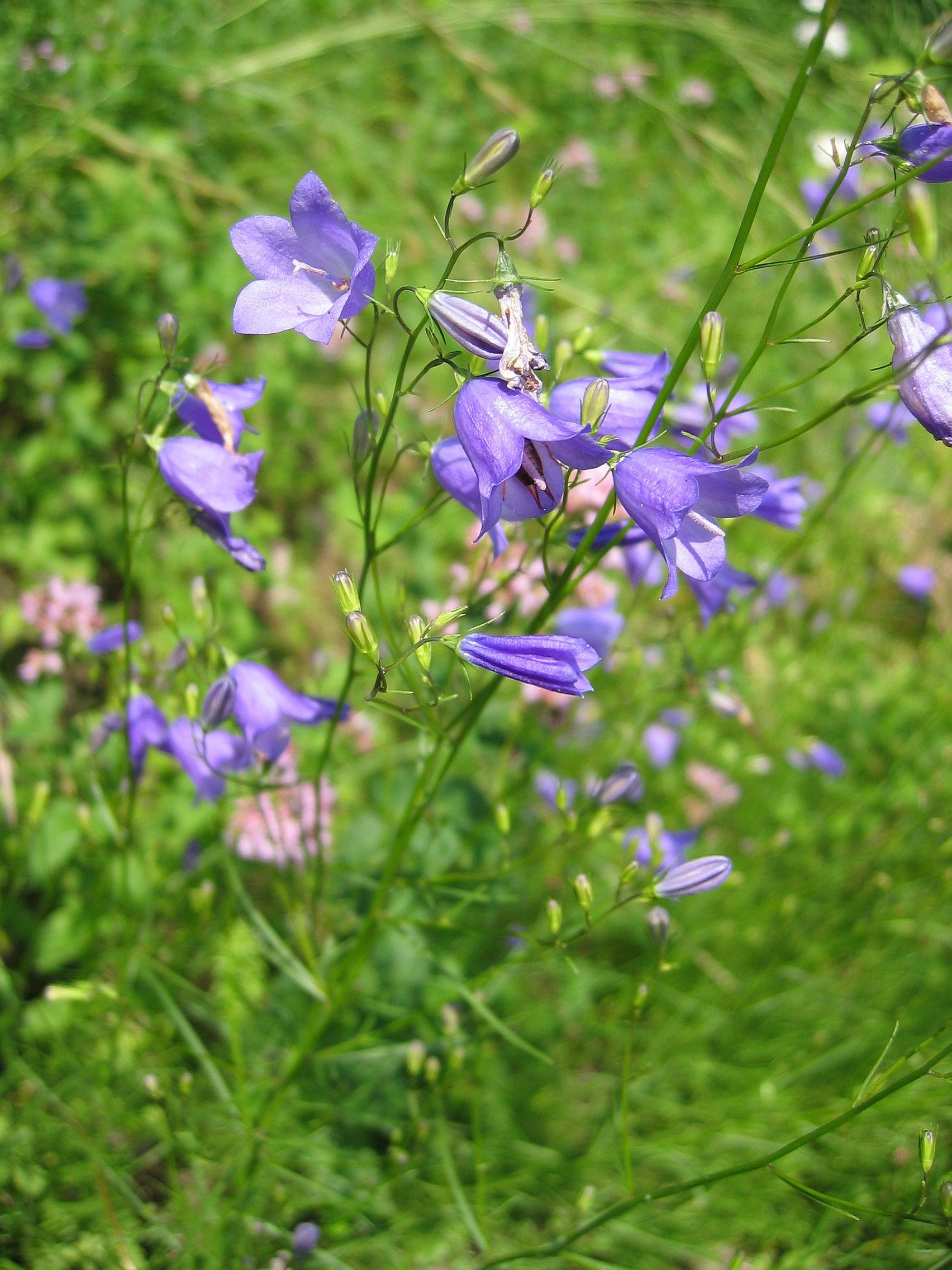
Campanula rotundifolia

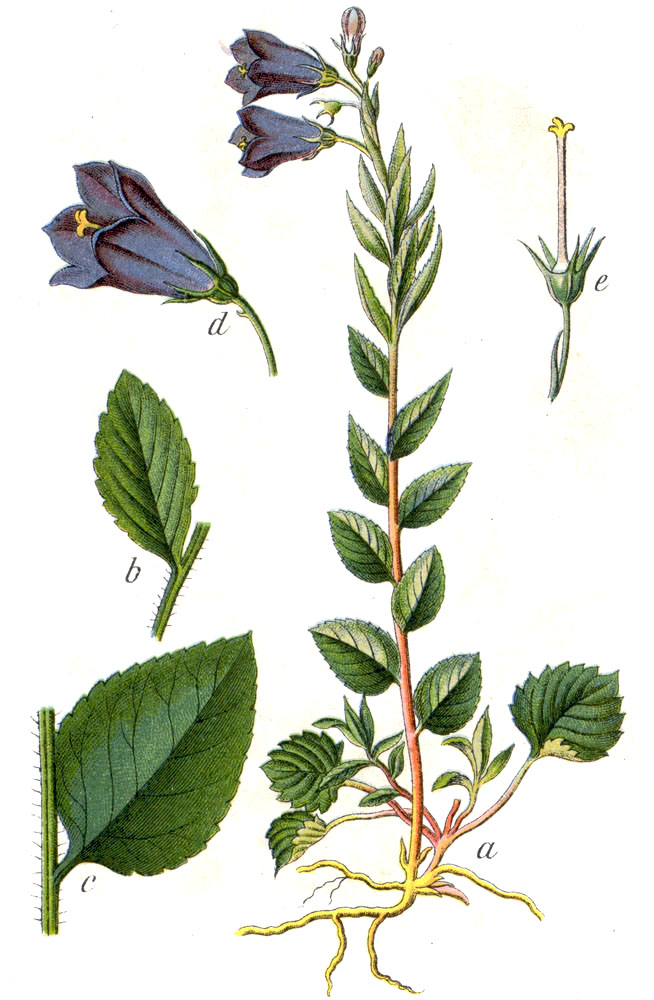
Campanula rhomboidalis

- Campanula radula Fisch. ex Fenzl., 1860
- Campanula raineri Perp., 1817
- Campanula ramosissima Sm., 1806
- Campanula rapunculoides L., 1753
- Campanula rapunculus L., 1753
- Campanula rashtiana Parsa, 1980
- Campanula raveyi Boiss., 1844
- Campanula reatina Lucchese, 1993
- Campanula rechingeri Phitos, 1965
- Campanula reiseri Halácsy, 1896
- Campanula retrorsa Labill., 1812
- Campanula reuteriana Boiss. & Balansa, 1856
- Campanula reverchonii A.Gray, 1878
- Campanula rhodensis A.DC., 1830
- Campanula rhomboidalis L., 1753
- Campanula rimarum Boiss., 1875
- Campanula robertsonii Gamble, 1913
- Campanula robinsiae Small, 1926
- Campanula romanica Savul., 1916
- Campanula rosmarinifolia Kerr, 1936
- Campanula rotata D.Y.Hong, 2015
- Campanula rotundifolia L., 1753
- Campanula rubasensis Teimurov & Taisumov, 2010
- Campanula rumeliana (Hampe) Vatke, 1874
- Campanula rupestris Sm., 1806
- Campanula rupicola Boiss. & Spruner, 1846
- Campanula ruscinonensis Timb.-Lagr., 1873

## S
- Campanula sabatia De Not., 1844

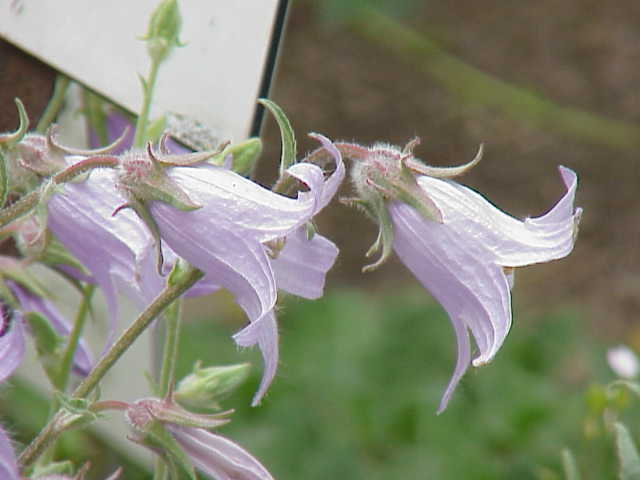
Campanula sarmatica

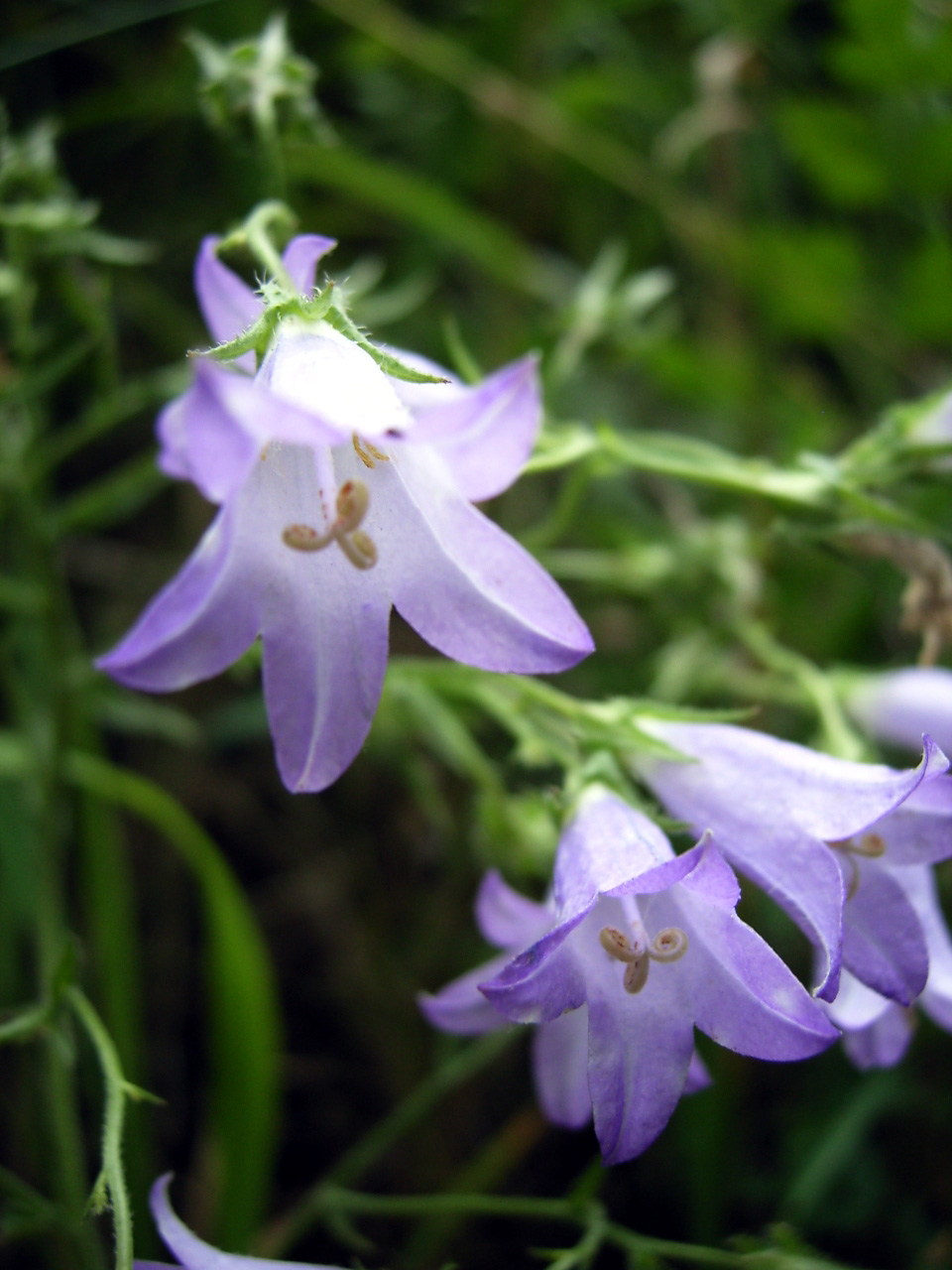
Campanula sibirica

- Campanula samothracica (Degen) Greuter & Burdet, 1981
- Campanula saonissia Biel & Kit Tan, 2011
- Campanula sarmatica Ker Gawl., 1817
- Campanula sartorii Boiss. & Heldr., 1875
- Campanula sauvagei Quézel, 1953
- Campanula saxatilis L., 1753
- Campanula saxifraga M.Bieb., 1808
- Campanula saxifragoides Doum., 1900
- Campanula saxonorum Gand., 1918
- Campanula scabrella Engelm., 1881
- Campanula scheuchzeri Vill., 1779
- Campanula schimaniana Rech.f., 1984
- Campanula sciathia Phitos, 1964
- Campanula sclerophylla (Kolak.) Ogan., 1995
- Campanula sclerotricha Boiss., 1849
- Campanula scoparia (Boiss. & Hausskn.) Damboldt, 1969
- Campanula scopelia Phitos, 1964
- Campanula scouleri Hook. ex A.DC., 1830
- Campanula scutellata Griseb., 1846
- Campanula secundiflora Vis. & Pancic, 1862
- Campanula × segusina Beyer, 1917
- Campanula semisecta Murb., 1897
- Campanula seraglio Kit Tan & Sorger, 1984
- Campanula serhouchenensis Dobignard, 2002
- Campanula serrata (Kit. ex Schult.) Hendrych, 1962
- Campanula sharsmithiae Morin, 1980
- Campanula shetleri Heckard, 1970
- Campanula sibirica L., 1753
- Campanula sidoniensis Boiss. & Blanche, 1856
- Campanula silifkeensis Tezcan & Öztekin, 2012
- Campanula simulans Carlström, 1986
- Campanula sivasica Kit Tan & B.Yildiz, 1989
- Campanula skanderbegii Bogdanovic, Brullo & D.Lakuic, 2014
- Campanula songutica Amirkh. & Komzha, 1984
- Campanula sparsa Friv., 1840
- Campanula spatulata Sm., 1806
- Campanula speciosa Pourr., 1788
- Campanula specularioides Coss., 1849
- Campanula spicata L., 1753
- Campanula × spryginii Saksonov & Tzvelev, 1994
- Campanula staintonii Rech.f. & Schiman-Czeika, 1965
- Campanula stellaris Boiss., 1849
- Campanula stenocarpa Trautv. & C.A.Mey., 1856
- Campanula stenocodon Boiss. & Reut., 1856
- Campanula stenosiphon Boiss. & Heldr., 1846
- Campanula stevenii M.Bieb., 1819
- Campanula stricta L., 1762
- Campanula strigillosa Boiss., 1854
- Campanula strigosa Banks & Sol., 1794
- Campanula suanetica Rupr., 1867
- Campanula sulaimanii Nasir, 1984
- Campanula sulphurea Boiss., 1849
- Campanula sylvatica Wall., 1824

## T
- Campanula tanfanii Podlech, 1965
- Campanula tatrae Borbás, 1902

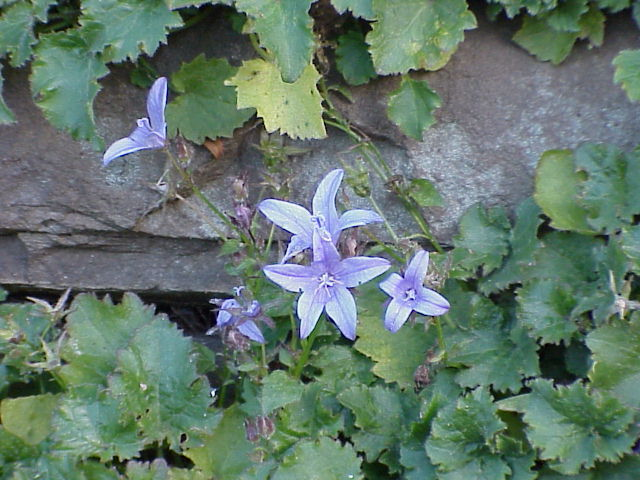
Campanula tommasiana

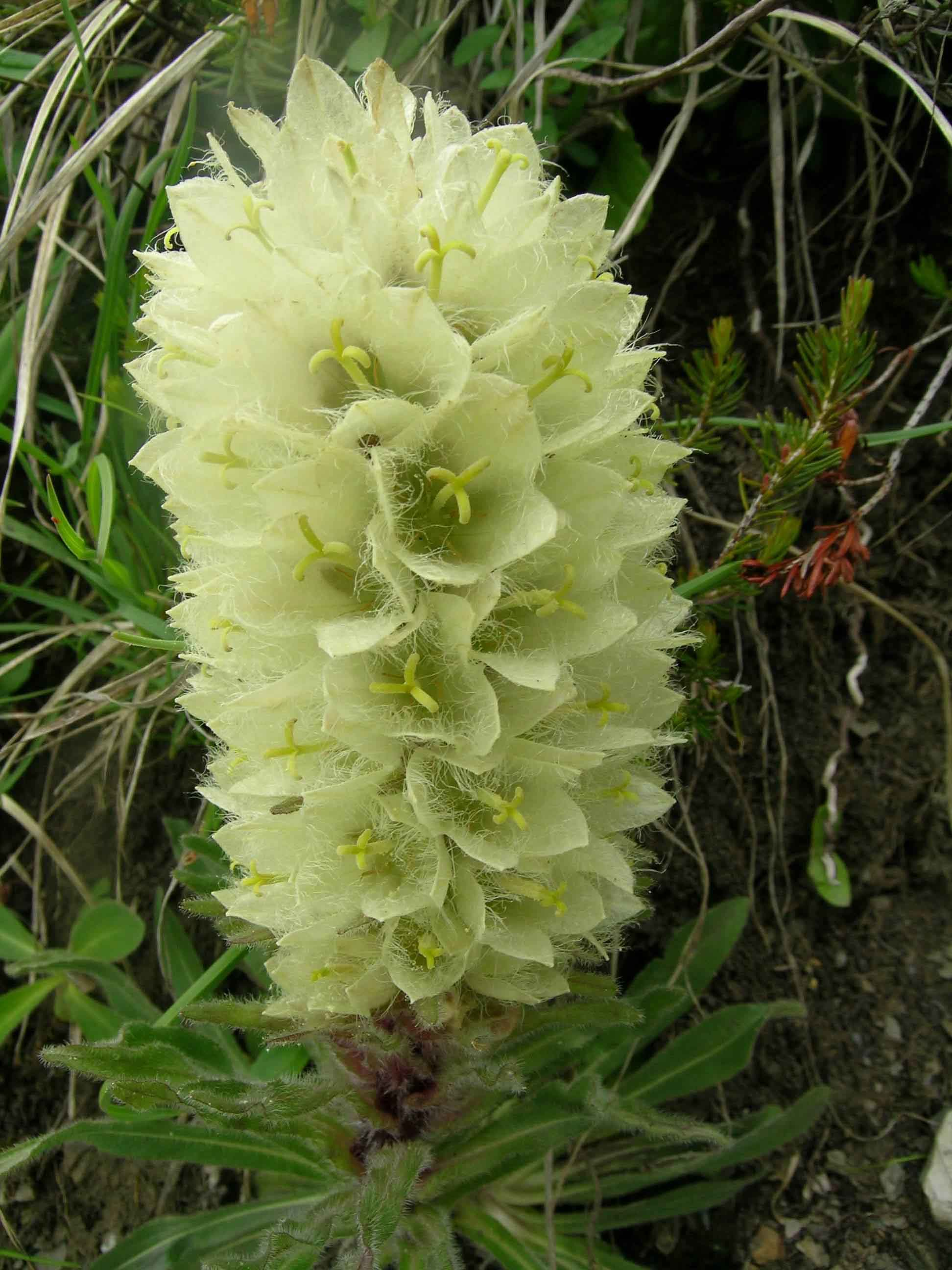
Campanula thyrsoides

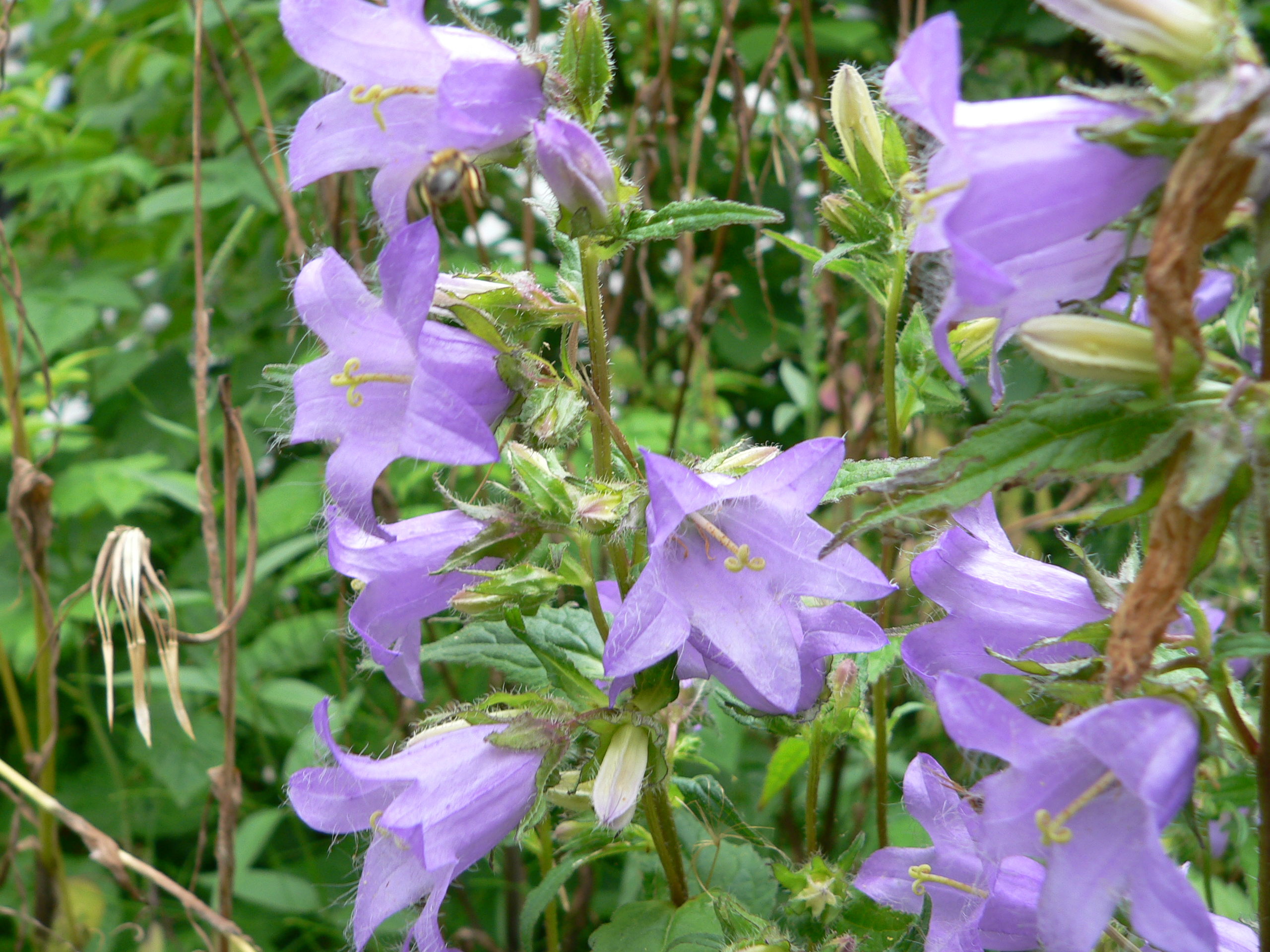
Campanula trachelium

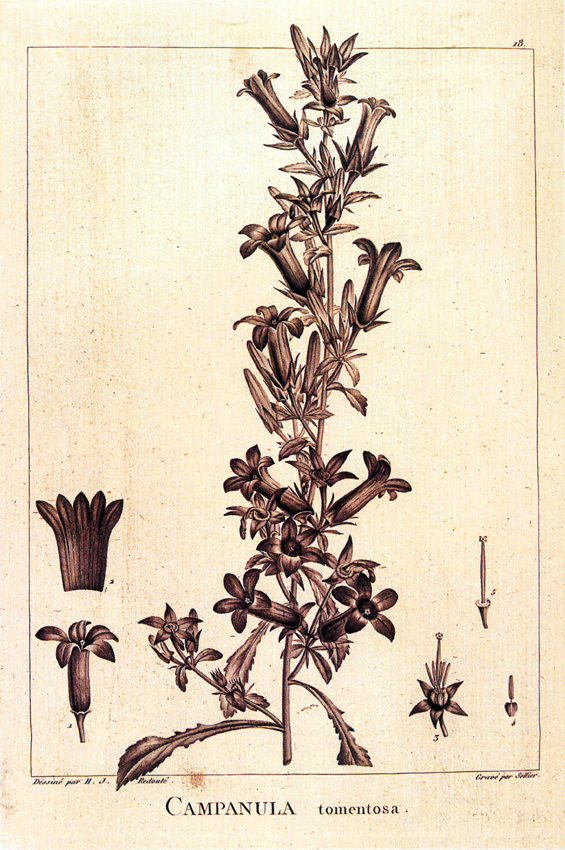
Campanula tomentosa

- Campanula telephioides Boiss. & Hausskn., 1875
- Campanula telmessi Hub.-Mor. & Phitos, 1976
- Campanula tenuissima Dunn, 1924
- Campanula teucrioides Boiss., 1844
- Campanula teutana Bogdanovic & Brullo, 2014
- Campanula thyrsoides L., 1753
- Campanula tokurii Ocak, 2003
- Campanula tomentosa Lam., 1785
- Campanula tommasiniana K.Koch, 1854
- Campanula topaliana Beauverd, 1937
- Campanula trachelium L., 1753
- Campanula trachyphylla Schott & Kotschy ex Boiss., 1875
- Campanula transsilvanica Schur ex André, 1855
- Campanula transtagana R.Fern., 1962
- Campanula trichocalycina Ten., 1811
- Campanula trichopoda Boiss., 1849
- Campanula tridentata Schreb., 1766
- Campanula tristis Kitam., 1956
- Campanula troegerae Damboldt, 1976
- Campanula trojanensis Kovanda & Ancev, 1989
- Campanula × truedingeri Murr, 1924
- Campanula tschuktschorum Jurtzev & Fed., 1974
- Campanula tubulosa Lam., 1785
- Campanula tymphaea Hausskn., 1887

## U
- Campanula uniflora L., 1753

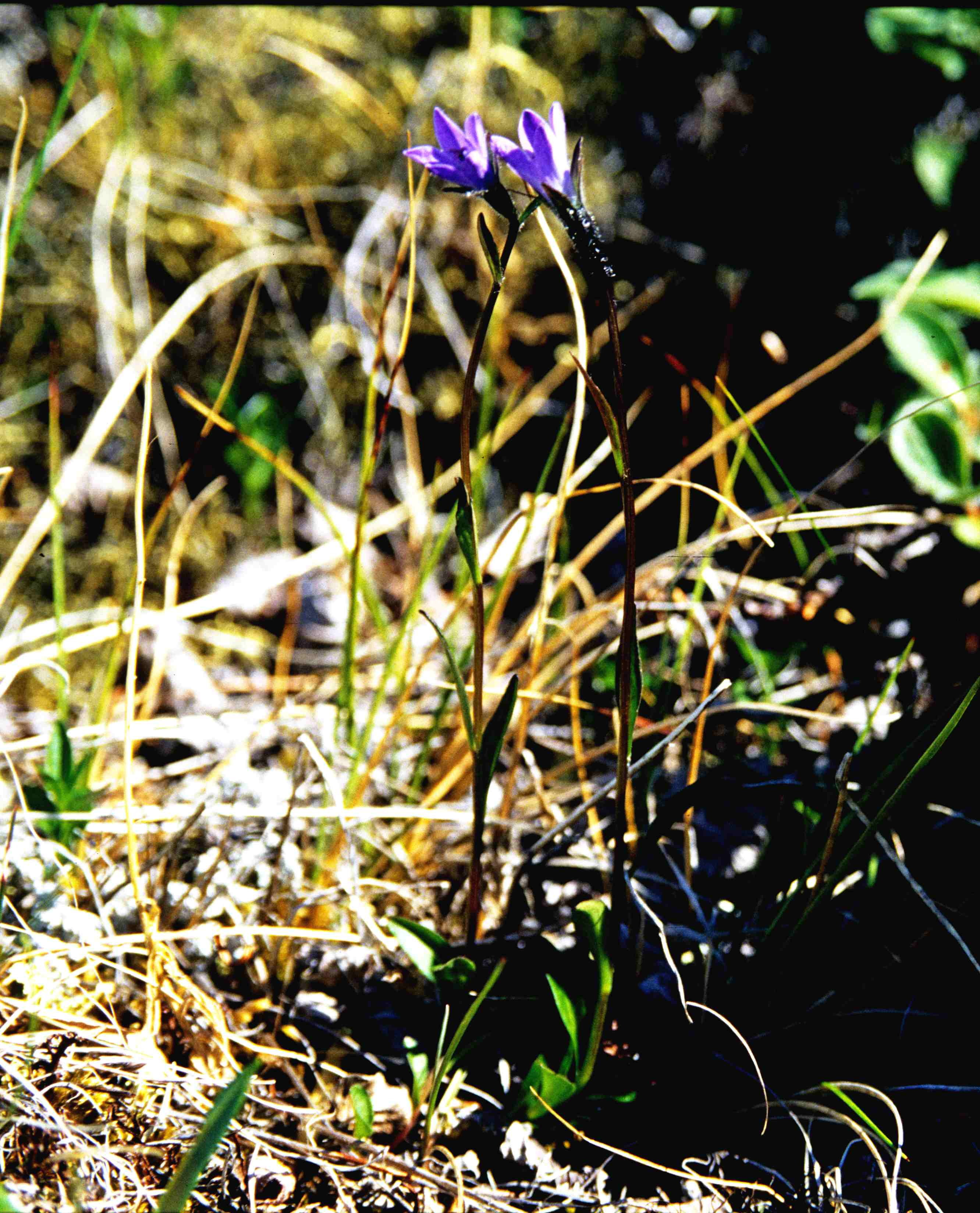
Campanula uniflora

- Campanula uyemurae (Kudô) Miyabe & Tatew., 1935

## V
- Campanula vaillantii Quézel, 1955
- Campanula vardariana Bocquet, 1968
- Campanula velata Pomel, 1874
- Campanula velebitica Borbás, 1883
- Campanula veneris Carlström, 1986
- Campanula versicolor Andrews, 1804

## W
- Campanula waldsteiniana Schult., 1819
- Campanula wanneri Rochel, 1828
- Campanula wattiana B.K.Nayar & Babu, 1971
- Campanula wilkinsiana Greene, 1901
- Campanula willkommii Witasek, 1902
- Campanula witasekiana Vierh., 1906

## X
- Campanula xylocarpa Kovanda, 1966

## Y
- Campanula yaltirikii H.Duman, 1999
- Campanula yildirimlii Kit Tan & Sorger, 1896
- Campanula yunnanensis D.Y.Hong, 1983

## Z
- Campanula zangezura (Lipsky) Kolak. & Serdyuk., 1980